# Annika Jonsell
Annika Jonsell, född 13 mars 1969 i Umeå, är en svensk politiker (moderat), som var ordinarie riksdagsledamot 1995–1998 (även ersättare 1994 och 1995) för Malmöhus läns södra valkrets.
Jonsell har avlagt juristexamen vid Lunds universitet och Master of Science (M.Sc.) vid London School of Economics and Political Science (LSE).[källa behövs]